# Domjean
Domjean település Franciaországban, Manche megyében. Lakosainak száma 998 fő (2022. január 1.). Domjean Beuvrigny, Fourneaux, Saint-Louet-sur-Vire, Tessy-Bocage, Torigny-les-Villes és Condé-sur-Vire községekkel határos.

## Népesség
A település népességének változása:
| Lakosok száma | 838  | 748  | 822  | 958  | 1065 | 1087 | 1038 | 1006 | 1001 | 998  |
|               | 1968 | 1982 | 1990 | 2006 | 2013 | 2015 | 2017 | 2019 | 2020 | 2022 |